# びわこ学院大学短期大学部
びわこ学院大学短期大学部（びわこがくいんだいがくたんきだいがくぶ、英語: Biwako Gakuin College）は、滋賀県東近江市布施町29に本部を置く日本の私立大学。1933年創立、1990年大学設置。大学の略称はBGU。

## 概観

### 大学全体
- 滋賀県東近江市に所在する日本の私立短期大学で、設置主体は学校法人学校法人滋賀学園[1]
- 1990年に滋賀文化短期大学として1学科体制で開学。1994年度より2学科体制[注 4]であったが、2009年度より1学科に短縮された。

### 教育および研究
- 旧滋賀文化短期大学には、設置当初からの生活文化学科（現在：ライフデザイン学科）があり、地域政策・メディア・ビジネス・インテリア・児童に関する専門科目が開講されている。社会福祉学科には、ソーシャルワーク・介護・児童に関する専攻科目があった。

### 学風および特色
- びわこ学院大学短期大学部（旧滋賀文化短期大学）は元々、女子を対象とした短大だったが、1997年に共学になっている。「Newton College」というサブネームがある。

## 沿革
- 1933年
  - 当時、理事長だった森はなが和服裁縫研究所を開設する。
- 1955年
  - 滋賀県知事認可による和・洋裁の専門校となる。
- 1976年
  - 専修学校八日市高等女子専門学校を開校する。
- 1989年
  - 12月22日 左記を以て文部省[注 5]より短期大学の設置が認可される[注 6]。
- 1990年
  - 4月1日 滋賀文化短期大学が以下の学科体制にて開学[注 7]。
    - 生活文化学科 入学定員120名[注 8]

  - 5月1日 学生数[8]/定員
    - 生活文化学科 225[注釈 1]/120
- 1991年
  - 5月1日 学生数[9]/定員
    - 生活文化学科 384[注釈 1]/240
- 1992年
  - 5月1日 学生数[注 9]/定員
    - 生活文化学科 329[注釈 1]/240
- 1994年
  - 4月1日 以下の学科を増設する[12]。
    - 人間福祉学科
      - 人間福祉専攻 入学定員30名[注釈 2]
      - 介護福祉専攻 入学定員50名[注釈 2]

  - 5月1日 学生数[14]/定員
    - 生活文化学科 294[注釈 1]/240
    - 人間福祉学科 91[注釈 1]/80
- 1995年
  - 5月1日 学生数[15]/定員
    - 生活文化学科 231[注釈 1]/240
    - 人間福祉学科 185[注釈 1]/160
- 1996年
  - 4月1日 人間福祉学科人間福祉専攻の入学定員を30→60に増募[16]。
  - 5月1日 学生数[17]/定員
    - 生活文化学科 154[注釈 1]/240
    - 人間福祉学科 234[注釈 1]/190
- 1997年
  - 4月1日 人間福祉学科介護福祉専攻の入学定員を50→80に増募[18]。
  - 5月1日 学生数[19]/定員
    - 生活文化学科 133[注 10]/240
    - 人間福祉学科 317[注 11]/280
- 1998年
  - 4月1日 人間福祉学科に以下の専攻課程を設ける[20]。
    - 児童福祉専攻増設 入学定員50名[注 12]

  - 5月1日 学生数[22]/定員
    - 生活文化学科 142[注 13]/190
    - 人間福祉学科 398[注 14]/330
- 1999年
  - 5月1日 学生数[23]/定員
    - 生活文化学科 142[注 15]/140
    - 人間福祉学科 459[注 16]/380
- 2007年
  - 4月1日 以下、学科・専攻において一部入学定員に変更あり[注 17]。
    - 生活文化学科 70→50
    - 人間福祉学科
      - 人間福祉専攻 60→50)
      - 児童福祉専攻 50→80
- 2008年
  - 4月1日 以下の学科については、この年度で学生募集を最終とする[注 18]。
    - 生活文化学科[注釈 3]
    - 人間福祉学科
      - 人間福祉専攻[注釈 3]
      - 介護福祉専攻[注釈 3]
      - 児童福祉専攻[注釈 3]
- 2009年
  - 4月1日 滋賀文化短期大学をびわこ学院大学短期大学部に名称変更。さらに、この年度の入学生より活文化学科に人間福祉学科の全専攻を吸収して、以下の学科に再編される[注 19]。
    - ライフデザイン学科 入学定員100名
- 2014年
  - 1月 平成26年度大学入試センター試験参加短期大学の1校となる[30]。
  - 4月1日 ライフデザイン学科の入学定員を100→80に減員[注 20]。
- 2015年
  - 1月 平成27年度大学入試センター試験参加短期大学の1校となる[33]。
- 2016年
  - 1月 平成28年度大学入試センター試験参加短期大学の1校となる[34]。

## 基礎データ

### 所在地
- 滋賀県東近江市布施町29

### 交通アクセス
- 近江鉄道本線大学前駅下車。

### 象徴
- 滋賀文化短期大学のカレッジマークは、リンゴをモチーフとしてその中央に琵琶湖の絵が描かれたものとなっている。リンゴは、学内にある「ニュートンのリンゴの木」に因んでいる。ホームページほか右記資料も参照のこと[35]。

## 教育および研究

### 組織

#### 学科
- ライフデザイン学科 入学定員80名[1]
  - 児童学コース
  - キャリアデザインコース
  - 健康福祉コース

※2008年度までの学科体制
- 生活文化学科 入学定員50名→ライフデザイン学科
- 人間福祉学科
  - 人間福祉専攻 入学定員50名
  - 介護福祉専攻 入学定員80名
  - 児童福祉専攻 入学定員80名

#### 専攻科
- なし

#### 別科
- なし

##### 取得資格について
受験資格
- 二級建築士：ライフデザイン学科キャリアデザインコース。旧生活文化学科
- 社会福祉士：人間福祉学科人間福祉専攻（卒業後、2年以上の実務経験が必要）にて取得が可能だった。

資格
- 介護福祉士：ライフデザイン学科健康福祉コース。旧人間福祉学科介護福祉専攻
- 保育士：人間福祉学科児童福祉専攻にて取得が可能だった。一旦は廃止になるも2017年度入学生より、ライフデザイン学科児童学コースで復活[注釈 4]

教職課程
- 幼稚園教諭二種免許状：人間福祉学科児童福祉専攻（2007年度入学生より）にて取得が可能だった。一旦は廃止になるも2017年度入学生より、ライフデザイン学科で復活[注釈 4]。

### 研究
- 『滋賀文化短期大学研究紀要』[39]
- 『叙勲制度の社会学的研究』[40]ほか。

## 学生生活

### 部活動・クラブ活動・サークル活動
- びわこ学院大学短期大学部のクラブ活動一覧（一部）：バレーボール・バスケットボール・テニス・野球・サッカー・フットサル・バドミントン・音楽・手話などがある。

### 学園祭
- びわこ学院大学短期大学部の学園祭は「紅葉賀祭」（もみじがさい）と呼ばれ毎年、概ね11月に行われている。

## 施設

### キャンパス内
- 図書館
- 学生食堂
- 学生ホール
- 時計台：本短大のシンボルとされている。
- ニュートンのリンゴの木
- ピエタス館ほか

### 館内
- 介護実習室
- 入浴実習室
- 保育演習室ほか

## 対外関係

### 系列校
- 滋賀学園中学校・高等学校

## 卒業後の進路について
- 編入学では系列のびわこ学院大学に進学する者が多いが、他大学の受験も可能である。